# フリコドセラス科
フリコドセラス科（学名：Phricodoceratidae）は、エオデロセラス上科に属し、前期ジュラ紀に生息したアンモナイトの科。成体は大きく、成長に伴い殻の形態や装飾が著しく変化することを特徴する異常なアンモナイト。殻には頑丈な肋があり、成長初期は棘のある丸い渦で、成長後期は高い棘があり、肋は滑らかな渦になる。
現在、フリコドセラス科には、フリコドセラス、エピデロセラス、プセウドゥプトニアの3属が分類される。